# Municipio de Ostuacán
El municipio de Ostuacán es uno de los 124 municipios que integran el estado mexicano de Chiapas, localizado en el norte del estado cercano a la frontera con el estado de Tabasco. Su cabecera es el pueblo de Ostuacán.

## Geografía
Ostuacán tiene una extensión territorial de 946.40 km², sus límites territoriales son al norte y al oeste con el municipio de Pichucalco, al noreste con el municipio de Sunuapa, al sureste con el municipio de Francisco León, al suroeste con el municipio de Tecpatán y al oeste con el estado de Tabasco, en particular con el municipio de Huimanguillo.

## Límites municipales
Tiene límites administrativos con los siguientes municipios y/o accidentes geográficos, según su ubicación:
| Noroeste: Huimanguillo | Norte: Pichucalco | Nordeste: Sunuapa       |
| Oeste: Huimanguillo    |                   | Este: Pichucalco        |
| Suroeste: Mezcalapa    | Sur: Tecpatán     | Sureste: Francisco León |

### Orografía e hidrografía
Orográficamente el municipio de Ostuacán se encuentra en la zona de transición entre las grandes montañas de Chiapas y las planicies de Tabasco, por lo cual su territorio es muy montañoso principalmente en su mitad oriental, al oriente del río Grijalva, pero con tendencia a disminuir a medida que se avanza hacia el norte.
La hidrografía de Ostuacán se encuentra dominada por el Río Grijalva, que recibe también el nombre local de Río Mezcalapa que lo recorre de una manera sinuosa de sur a norte, el río proviene de la Presa Malpaso que se encuentra en el vecino municipio de Tecpatán, y en territorio de Ostuacán es embals
ado en la última presa hidroeléctrica del sistema Grijalva, la Presa Peñitas o "Ángel Albino Corzo", como es llamada oficialmente, ubicada casi en la frontera con Tabasco, en comparación con otras presas chiapanecas, Peñitas es un embalse relativamente pequeño, dedicado fundalmente a la producción de electricidad y el control de avenidas de agua.
El territorio del municipio está integrado en la Región Hidrológica Grijalva-Usumacinta y a la Cuenca Río Grijalva-Villahermosa.

### Clima y ecosistemas
El clima de Ostuacán está clasificado como Cálido húmedo con lluvias todo el año, o Af(m), lo cual conlleva a que las temperaturas medias anuales que se registran en la mayor parte de su territorio sea de 24 a 26 °C, excepto de un pequeño sector del noreste del territorio en que los registros varían entre 20 y 24 °C; la precipitación promedio anual de la gran mayoría del territorio es de 4,000 a 3,000 mm, uno de los más altos del país, aunque un sector del este del municipio registra aún más, entre 4,500 y 4,000 mm al año.
La flora de Ostuacán se divide principalmente entre sectores de pastizal y sectores de selva alta, además de pequeños sectores dedicados a la agricultura, dedicada a la subsistencia.
| Mapas geográficos de Ostuacán |        |
|                               |        |
| Hidrología                    | Climas |

## Demografía
El municipio de Ostuacán tiene una población de 16,392 habitantes según los resultados del Conteo de Población y Vivienda de 2005 realizado por el Instituto Nacional de Estadística y Geografía, de ese total, 8,212 son hombres y 8,180 son mujeres; siendo por tanto el porcentaje de población masculina de 50.1%, el 37.1% de la población tiene una edad inferior a los 15 años, mientras que el 53.5 se encuentra en el rango entre 15 y 65 años de edad, finalmente, el 5.5% de la población mayor de 5 años es hablante de alguna lengua indígena.

### Localidades

Principales localidades.

En el censo de 2020 el municipio de Ostuacán contaba con 110 localidades.
| Código INEGI      | Localidad               | Población (2020) |
| ----------------- | ----------------------- | ---------------- |
| 070620001         | Ostuacán                | 3 141            |
| 070620019         | Plan de Ayala           | 1 930            |
| 070620049         | Nuevo Xochimilco        | 1 815            |
| 070620139         | Nuevo Juan del Grijalva | 1 589            |
| Otras localidades | Otras localidades       | 9 994            |
| Total municipal   | Total municipal         | 18 469           |

## Infraestructura

### Vías de comunicación
La principal vía de comunicación del municipio de Ostuacán es la Carretera Federal 187 que lo recorre en el extremo occidente, junto a la frontera con Tabasco y en sentido sur-norte, la carretera proveniente del municipio de Tecpatán donde comienza en Raudales Malpaso y continúa a lo largo del municipio hasta cruzar el río Grijalva e internarse en el estado de Tabasco, donde continúa hasta la ciudad de Heroica Cárdenas; hacia el interior del municipio la comunicación se da a través de la Carrera estatal 20 de Chiapas que recorre el territorio de oeste a este, comienza en la carretera federal 187 al norte de la Presa Peñitas junto al río Grijalva, comunicando las comunidades de Plan de Ayala, Nuevo Xochimilco y la cabecera municipal, Ostuacán, esta última mediante un acceso troncal y continúa hacia el noreste internándose en los municipios de Pichucalco y Juárez luego con el estado de Tabasco. En total el municipio tiene un total de 167.60 kilómetros de vías de comunicación terrestre, de las cuales 50.60 son pavimentadas, 9.50 de terracería y 107.50 de caminos revestidos.
Existe un gran proyecto de autopista Villahermosa-Tuxtla Gutiérrez entre las dos ciudades sustituyendo la carretera de la selva negra que estaba en desuso total, actualmente ese proyecto va a pasar por la carretera en donde la carretera Tecpatán-Copainalá-Chicoasén-San Fernando pasará la zona de las cabeceras municipales de Ostuacán-Chapultenango-Sunuapa-Reforma-Juárez (Chiapas)-este trayecto comunicará a las poblaciones de Villahermosa-Teapa y Pichucalco y por Reforma-Juárez (Chiapas) comunicará a la ciudad de Comalcalco y Paraíso convirtiendo en esta región más comercial y en desarrollo. Así mismo Ostuacan crecerá más y desarrollara más actividad terciara.
Con la construcción del puente Chiapas es posible comunicarse vía terrestre la ciudad de Villahermosa con la de Tuxtla Gutiérrez a través de la carretera federal 187 que comunica a la autopista Tuxtla Gutiérrez-Las Choapas.
Con esta nueva vía a los habitantes de Ostuacán se les facilita trasladarse a la capital del estado en un tiempo de 3 horas (antes 8 horas).

## Política
Ostuacán como municipio tiene su origen en el año de 1915 cuando como consecuencia de los postulados de la Revolución mexicana son suprimidas las antiguas jefaturas políticas y son creados los primeros 59 municipios, siendo uno de ellos el de Ostuacán, con anterioridad a esta fecha había pertenecido al antiguo Departamento de Pichucalco. Al crearse los municipios, en Chiapas se clasificaban en municipios de tercera, segunda y primera clase, el 23 de noviembre de 1922 Ostuacán fue declarado Municipio de segunda categoría.
El gobierno municipal corresponde al Ayuntamiento que es electo por sufragio universal para un periodo de tres años no reelegibles de manera consecutiva, está integrado por un Presidente Municipal, un síndico propietario y su correspondiente suplente y el cabildo integrado por un total de seis regidores propietarios y tres suplentes. El Ayuntamiento entra a ejercer su cargo el día 1 de enero del año siguiente al que se realizó la elección.

### Representación legislativa
Para la elección de Diputados al Congreso de la Unión y al Congreso de Chiapas, el municipio se encuentra integrado de la siguiente manera:
Local:
- Distrito electoral local 12 de Chiapas con cabecera en Pichucalco.[19]

Federal:
- Distrito electoral federal 4 de Chiapas con cabecera en Ocozocoautla de Espinosa.[20]

### Presidentes municipales
- (1921 - 1922): Manuel Balboa Dimínguez
- (1971 - 1973): Mirena Sala Domínguez
- (1983 - 1985): Javier Balboa Calzada
- (1989 - 1991): Fernando Herrera Mendoza
- (2001 - 2004): Robert Torres Bouchot
- (2004 - 2007): Justo Tomás Hernández Herrera
- (2007 - 2010): Flor Ángel Jiménez Jiménez
- (2011 - 2012): Jorge Méndez Hernández
- (2012 - 2015): Avercio Hernández Torrez
- (2015 - 2018): Víctor Manuel Lopez Jimenez
- (2018 - 2021): Madahi Cadenas Juárez
- (2021 - 2024): Felipe Hernández Vázquez
- (2024 - 2027): Víctor Manuel Lopez Jimenez